# Глазивец, Генрих
Генрих Герман Христиан Глазивец (нем.  7 апреля 1825, Райхенберг Австрийская империя (ныне Либерец, Либерецкого края Чехии) — 7 октября 1875, Вена) — австрийский химик. Педагог, профессор. Доктор наук.

## Биография
Сын аптекаря.
Окончил Йенский университет, где был учеником И. В. Дёберейнера, В. Г. Ваккенродера и М. Шлейдена, в дальнейшем посвятил себя химии. С 1849 года — ассистент Й. Редтенбахера в Пражском университете.
В 1848 году получил диплом магистра фармацевтики, а в следующем году стал доктором химии.
В числе его учеников многие известные химики, в частности, Карл Этти.

## Научная деятельность
Выдающиеся работы Г. Глазивца в области химии растительных веществ по исследованию эфирных масел, глюкозидов и алкалоидов хинной корки, стали причиной приглашения его на должность адъюнкт-профессора на кафедре химии в инсбрукский университет.
Здесь под его ведением была построена химическая лаборатория, где он и производил вместе со своими многочисленными учениками исследования глюкозидов, смол, эфирных масел, алкалоидов, соединений мочевины и её производных, анализы различных минеральных вод.
Список работ Г. Глазивца и его учеников за время до 1867 г. занимает в «Известиях Берлинского химического общества» несколько страниц.
В 1867 в качестве профессора занял кафедру химической технологии и сельскохозяйственной химии в венском политехникуме (ныне Венский технический университет), а в 1869 году стал заведующим кафедрой общей и аналитической химии в политехническом институте, продолжая работать в области химии в прежнем направлении.
В 1870 году перешёл в венский университет, в котором и оставался до самой смерти. В последние годы своей жизни он обратился к исследованию белковых веществ и провёл много работ, осветивших эту малоизученную в то время область химии.
В 1872-1873 году — ректор Технического университета Вены избран, в 1873 возглавил Департамент технических вузов в Министерстве образования Австро-Венгрии.
Получал приглашения занять кафедру из многих германских университетов, но отклонял их и даже не согласился быть заместителем знаменитого Ю. фон Либиха.
Вошёл в историю за большой вклад в осуществление химического анализа кверцитрина, флороглюцина, резорцина и креозота.
Кроме химии, занимался также музыкой и был отличным пианистом.